# Hugh Wilson
Hugh Wilson (* 21. August 1943 in Miami, Florida; † 14. Januar 2018 in Charlottesville, Virginia) war ein US-amerikanischer Regisseur, Produzent und Drehbuchautor.

## Leben
Wilson beendete 1965 sein Journalismus-Studium an der University of Florida. Bevor er ab Mitte der 1970er dauerhaft für das Fernsehen tätig wurde, arbeitete er im Bereich der Werbung.
In den USA ist er als Produzent und Drehbuchautor für die Fernsehserien Frank's Place und WKRP in Cincinnati bekannt geworden. Nach dem Ende dieser Serien wurde er als Regisseur tätig, sein Debüt als Filmregisseur gab er 1984 mit dem ersten Teil der Police-Academy-Filmreihe. Zuletzt inszenierte er 2004 den Film Mickey. An der University of Virginia unterrichtete er Drehbuchschreiben für Film und Fernsehen.
1988 wurde Wilson mit einem Emmy für seine Fernsehserie Frank's Place ausgezeichnet. Außerdem erhielt er 1981 und 1988 jeweils den Humanitas-Preis.
In vielen seiner Filme hat er kurze Auftritte.
Wilson war verheiratet und Vater von fünf Kindern.

## Filmografie (Auswahl)

### Als Regisseur
- 1984: Police Academy – Dümmer als die Polizei erlaubt (Police Academy)
- 1984: Rhapsodie in Blei (Rustlers' Rhapsody)
- 1987: Die diebische Elster (Burglar)
- 1994: Tess und ihr Bodyguard (Guarding Tess)
- 1996: Der Club der Teufelinnen (The First Wives Club)
- 1999: Eve und der letzte Gentleman (Blast from the Past)
- 1999: Dudley Do – Right
- 2004: Mickey

### Als Drehbuchautor
- 1983: Der rasende Gockel (Stroker Ace) – Regie: Hal Needham
- 1996: Mission: Rohr frei! (Down Periscope) – Regie: David S. Ward
- 1997: Rough Riders – Das furchtlose Regiment (Rough Riders) (Fernsehfilm) – Regie: John Milius

### Als Produzent
- 1987–1988: Frank’s Place (Comedyserie)
- 1998: Southie – Regie: John Shea
- 1999: Eve und der letzte Gentleman (Blast from the Past)

## Einzelnachweis
1. ↑  Hugh Wilson, ‘Police Academy’ Director and ‘WKRP in Cincinnati’ Creator, Dies at 74